# Lucanthone
Lucanthone là một loại thuốc được sử dụng trong hóa trị liệu. Nó là một tiền chất và được chuyển đổi thành hycanthone hoạt động chuyển hóa.

## Cơ chế hoạt động
Hycanthone liên kết với các thụ thể acetylcholine trong giun và dẫn đến tăng độ nhạy cảm với kích thích bởi 5-HT gây tăng khả năng vận động, giun cặp được tách ra và ngừng sinh sản. Nó gây ra thiệt hại của các lớp da của động vật và ống vitelline.